# Zeppelinpost
Unter Zeppelinpost versteht man in der Philatelie Post, die mit einem Zeppelin befördert wurde und einen entsprechenden Flugbestätigungsnachweis trägt. Mit anderen Luftschiffen beförderte Post wird als Luftschiffpost bezeichnet. Da der Zeppelin umgangssprachlich als Synonym für Luftschiffe steht, wird Luftschiffpost auch teilweise Zeppelinpost genannt.

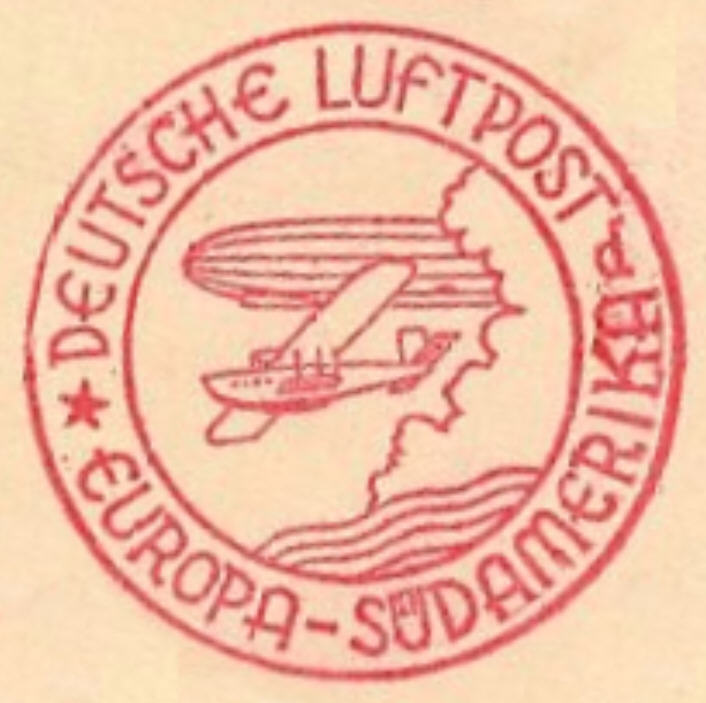
Bestätigungsstempel für Zeppelinpost von 1934

## Geschichte

### 1908–1914: Frühe Zeppeline
Der Beginn der Zeppelinpost folgte dem Beginn der Luftschifffahrt um 1900, da die Luftschiffe schon bald zum Transport von Post verwendet wurden. Ab dem Jahre 1908 gab es die ersten Abwurfkarten von Zeppelinen. Nach dem Vorbild der Ballonpost wurden diese während der Fahrt abgeworfen und besaßen einen Aufdruck, der den Finder bat, sie bei der nächstgelegenen Post- oder Telegrafenstation abzugeben. Auf diese Weise konnten Informationen über den Verlauf der Fahrt rasch an Berichterstatter am Boden weitergegeben werden. Das erste Luftschiff, das zur Beförderung der Abwurfkarten eingesetzt wurde, war LZ 4. Die Karten hießen noch „Meldekarten“ und waren in einer Niederlassung von Wolffs Telegraphischem Bureau abzugeben. Kurze Zeit später wurde auch der Zeppelin LZ 3 dafür herangezogen. Die Postsendungen, die von diesen beiden Luftschiffen befördert wurden, erhielten noch keine besondere Kennzeichnung.
Mit LZ 6 entstand im Jahre 1909 der erste Zeppelin, der kommerziell für die Beförderung von Fahrgästen eingesetzt wurde. Ab 1910 ließ man an Bord geschriebene Bildpostkarten in kleinen Beuteln mit einem 50-Pf-Stück und dem Hinweis abwerfen, den Fund im nächsten Postamt abzugeben. Für LZ 7 „Deutschland“ gab es bereits Bildpostkarten mit Vordruck, die nach dem nur neun Tage später erfolgten Absturz handschriftlich oder per Stempel verändert wurden. Mit dem Nachfolgeschiff LZ 8 „Deutschland“ beginnt die eigentliche Geschichte der Zeppelinpost, da es als Erstes einen Bordstempel in einer Posthilfstelle führte. Am 17. Juli 1912 startete LZ 11 „Viktoria Luise“, das erste Luftschiff mit einer amtlichen Postbetriebsstelle an Bord.
Die Postkarten waren bei den Passagieren sehr beliebt. Die DELAG als Betreiberin der Zeppelinfahrten ließ durch den Kunstverlag Eyb in Stuttgart deshalb Serien „offizieller Postkarten“ drucken, die auf der Bildseite Zeichnungen des Künstlers Michael Zeno Diemer trugen. Die erste von insgesamt neun Serien bestand aus den sechs Motiven „Landung in München“, „Über den Wolken“, „‚Z II‘ im Gewittersturm über dem Rhein“, „Fahrt in die Schweiz“, „Aufstieg zur sogenannten Echterdinger Fahrt am 4. August 1908“ und „Landung in München am 2. April 1909“.
Die luftschiffeigenen Poststempel gab es in verschiedenen Formen. Die Inschrift, beispielsweise „An Bord des Zeppelins LZ 9“, gab immer Auskunft über die besondere Beförderungsart. Die Betreiber der Zeppelinpost erkannten erstmals ihr wirtschaftliches Potential. Mit dem Ausbruch des Ersten Weltkrieges 1914 starteten allerdings vorerst keine Zeppeline mehr zu zivilen Zwecken, sodass die Beförderung von Luftpost in Deutschland zum Erliegen kam.

### 1919–1924: Reparations-Zeppeline LZ 120 und LZ 126
Im Dezember 1917 war die Deutsche Luft-Reederei (DLR) unter Beteiligung der Luftschiffbau Zeppelin GmbH gegründet worden. Diese erhielt am 5. Februar 1919 die Genehmigung für die Aufnahme des Flugverkehrs zwischen Berlin und Weimar „zum Zweck der Post-, Zeitungs- und Passagierbeförderung“. Insbesondere konnte der Postverkehr zwischen der Regierung in Berlin und der verfassunggebenden Nationalversammlung in Weimar deutlich beschleunigt werden. Im August 1919 stieg LZ 120 „Bodensee“ erstmals auf und beförderte neben Fahrgästen auch wieder Post. Am 8. Oktober 1919 folgte eine einmalige Postbeförderung von Berlin nach Stockholm. Im Winter 1919/20 verfügte die Interalliierte Luftfahrt-Überwachungskommission ein Fahrverbot für LZ 120 und LZ 121 „Nordstern“. Die Luftschiffe wurden beschlagnahmt und 1921 als Reparationsleistung an Italien bzw. Frankreich ausgeliefert.
Auch der neu gebaute LZ 126 wurde 1924 als Reparationsleistung, jedoch diesmal an die USA, abgegeben. Bei der Überführung vom 12. bis 15. Oktober 1924 wurde auch Post mitgeführt, die teilweise über Angra do Heroísmo auf der Azoreninsel Terceira abgeworfen wurde. Das Luftschiff wurde unter dem Namen ZR-3 „USS Los Angeles“ von den USA unter anderem zur Postbeförderung eingesetzt. Dies war der Beginn der US-amerikanischen Zeppelinpost. Die USA begannen wie auch das Deutsche Reich mit einem stetigen Ausbau der Zeppelinpost.

### 1928–1939: LZ 127, LZ 129 und LZ 130

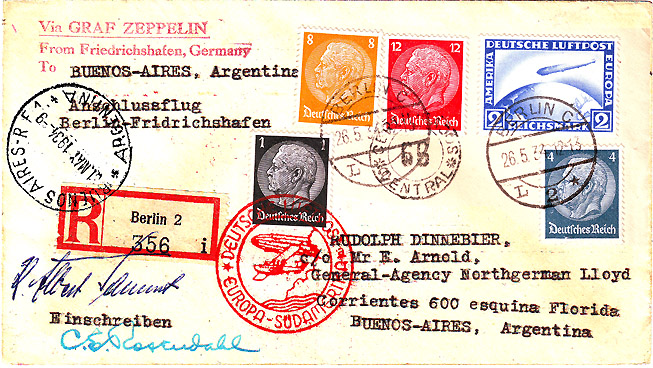
Umschlag eines Einschreibens, befördert auf der 1. Südamerikafahrt des Jahres 1934 von LZ 127

Die klassische Ära der Zeppelinpost ist die Zeit des Betriebs der Luftschiffe LZ 127 „Graf Zeppelin“ und LZ 129 „Hindenburg“ zwischen 1928 und 1937, da diese im regen Linienverkehr mit nord- und südamerikanischen Zielen standen und insbesondere vom offiziellen Posttransport profitierten. LZ 127 unternahm insgesamt 590 Fahrten, unter anderem die Weltfahrt 1929, die Südamerikafahrt 1930, die Polarfahrt 1931 sowie die Fahrt zur Weltausstellung 1933 in Chicago. Vor allem in Südamerika wurde LZ 127 begeistert empfangen. Nahezu für jeden Flug gab es speziell gestaltete, oft sehr schmuckvolle Flugbestätigungsstempel. Da bei Passagierflügen teilweise ein Bordpostamt eingerichtet war, gibt es auch Abschläge entsprechender Bordpoststempel auf an Bord aufgegebenen Belegen.
Zu besonderen Anlässen, etwa der Weltfahrt von LZ 127 im Jahr 1929 oder der Chicagofahrt desselben Luftschiffs 1933 wurden von der Reichspost nur für diese Fahrten gedachte Briefmarken verausgabt. Auch in Nord- und Südamerika sind in den 1930er Jahren spezielle Zeppelin-Marken erschienen.
Die bekanntesten Zeppelinbriefe stammen vom Absturz des Zeppelins LZ 129 „Hindenburg“ am 6. Mai 1937 im US-amerikanischen Lakehurst. Von den 17.609 beförderten Postsendungen konnten nur 368 aus den Flammen gerettet werden. Diese geretteten Belege zählen heute zu den begehrtesten Sammlerstücken der Aerophilatelie. Nach dem Absturz der „Hindenburg“ und dem Ausbruch des Zweiten Weltkrieges fand die Zeppelinpost ein jähes Ende. Die letzte Zeppelinpost in Deutschland wurde 1939 mit dem Luftschiff LZ 130 „Graf Zeppelin“ befördert.

### Moderne Zeppelinpost
In heutigen Luftschiffen wie dem Zeppelin NT wird gelegentlich auch Post befördert, meist geschieht dies jedoch auf private Initiative.

## Postbearbeitung

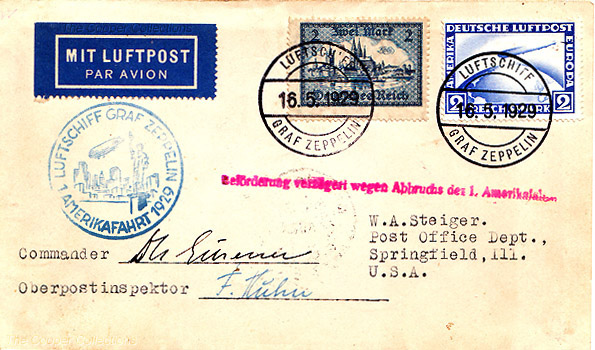
Verzögerte Post der 1. Amerikafahrt des LZ 127 von 1929

Üblicherweise erhielt Zeppelinpost neben dem eigentlichen Poststempel einen Flugbestätigungsstempel. An Bord mancher Luftschiffe war auf manchen Fahrten ein Bordpostamt eingerichtet, das Post von Passagieren entgegennahm. Im Bordpostamt wurde ein spezieller Bordpoststempel abgeschlagen.
Bei der am 16. Mai 1929 abgebrochenen Amerikafahrt von LZ 127 wurde die Post in Friedrichshafen eingelagert und mit einem Verzögerungsstempel versehen.
Die an Bord von Luftschiffen beförderte Post wurde bei den Starts und Landungen übergeben, aber oftmals auch lediglich in speziellen Postbeuteln abgeworfen, wenn das Luftschiff am Etappenziel nicht extra landete. Außerdem gab es „wilde“ Postabwürfe einzelner Poststücke, auf denen die Absender (meist Mannschaftsmitglieder) darum baten, die Poststücke dem nächsten Postamt zur Beförderung zu übergeben.

## Abgrenzung
Nicht zur Zeppelinpost zählt, wenn lediglich eine Briefmarke einen Zeppelin zeigt. Hierbei handelt es sich um Motivphilatelie.

### Hauptliteratur
- Günther Wehner: Zur Postbeförderung mit Zeppelin-Luftschiffen. In: Archiv für deutsche Postgeschichte, Heft 1/1978, S. 6–23.
- Edwin Allgaier: Als Zeppeline noch Post beförderten.  In: Archiv für deutsche Postgeschichte, Heft 1/1991, S. 27–40.

### Ergänzende Literatur
- Meighörner, Vagedes, Wrage: Das Jahrhundert der Zeppeline, Jubiläums-Edition der Deutschen Post AG, 1999.
- Arthur Falk: Hindenburg Crash Mail. The Search Goes on, Falk, Jericho N.Y. 1975 (englisch).
- Dieter Leder: Wenn es doch Tag gewesen wäre! Die Orientfahrt des Luftschiff LZ 127 „Graf Zeppelin“. Eine aerophilatelistische Studie, topo-Verlag, Meersburg 2007, ISBN 978-3-940702-77-7.
- Walter Köcher: Die letzte Fahrt des Luftschiffs „Hindenburg“ (Titelthema). In: Briefmarkenspiegel Nr. 5 / 2012, Seite 112 bis 114
- Brigitte Kazenwadel-Drews: Zeppeline erobern die Welt. Delius Klasing Verlag, Heidelberg 2006, ISBN 978-3-7688-1817-9.

### Kataloge
- Hermann Sieger: Sieger-Zeppelinpost-Katalog, Sieger-Verlag, Lorch 2004.